# Entomocorticium dendroctoni
Entomocorticium dendroctoni är en svampart som beskrevs av H.S. Whitney 1987. Entomocorticium dendroctoni ingår i släktet Entomocorticium och familjen Peniophoraceae.   Inga underarter finns listade i Catalogue of Life.